# Юнацький чемпіонат Європи з футболу (U-18) 1999
Чемпіонат Європи з футболу серед юнаків віком до 18 років 1999 року — пройшов у Швеції з 18 по 26 липня. Переможцем стала збірна Португалії, яка у фіналі перемогла збірну Італії із рахунком 1:0.

## Учасники
- Франція
- Грузія
- Греція
- Італія
- Португалія
- Ірландія
- Іспанія
- Швеція (господар)

## Груповий етап

### Група A
| Збірна     | І | В | Н | П | ГЗ | ГП | РГ | О |
| ---------- | - | - | - | - | -- | -- | -- | - |
| Португалія | 3 | 2 | 1 | 0 | 4  | 1  | +3 | 7 |
| Греція     | 3 | 0 | 3 | 0 | 2  | 2  | 0  | 3 |
| Франція    | 3 | 0 | 2 | 1 | 1  | 2  | –1 | 2 |
| Швеція     | 3 | 0 | 2 | 1 | 2  | 4  | –2 | 2 |

| 18 липня |

| Швеція | 0 – 0 | Франція |
| ------ | ----- | ------- |
|        |       |         |

| Лінчепінг |

| 18 липня |

| Португалія | 0 – 0 | Греція |
| ---------- | ----- | ------ |
|            |       |        |

| Фінспонг |

| 20 липня |

| Швеція | 1 – 3 | Португалія |
| ------ | ----- | ---------- |
|        |       |            |

| Мутала |

| 20 липня |

| Франція | 1 – 1 | Греція |
| ------- | ----- | ------ |
|         |       |        |

| Норрчепінг |

| 22 липня |

| Греція | 1 – 1 | Швеція |
| ------ | ----- | ------ |
|        |       |        |

| Отвідаберг |

| 22 липня |

| Франція | 0 – 1 | Португалія |
| ------- | ----- | ---------- |
|         |       |            |

| Мутала |

### Група B
| Збірна   | І | В | Н | П | ГЗ | ГП | РГ | О |
| -------- | - | - | - | - | -- | -- | -- | - |
| Італія   | 3 | 2 | 1 | 0 | 7  | 3  | +4 | 7 |
| Ірландія | 3 | 1 | 1 | 1 | 4  | 5  | –1 | 4 |
| Іспанія  | 3 | 1 | 1 | 1 | 7  | 5  | +2 | 4 |
| Грузія   | 3 | 0 | 1 | 2 | 4  | 9  | –5 | 1 |

| 19 липня |

| Іспанія | 0 – 1 | Ірландія |
| ------- | ----- | -------- |
|         |       |          |

| Отвідаберг |

| 19 липня |

| Італія | 2 – 0 | Грузія |
| ------ | ----- | ------ |
|        |       |        |

| Мутала |

| 21 липня |

| Іспанія | 3 – 3 | Італія |
| ------- | ----- | ------ |
|         |       |        |

| Лінчепінг |

| 21 липня |

| Ірландія | 3 – 3 | Грузія |
| -------- | ----- | ------ |
|          |       |        |

| Фінспонг |

| 23 липня |

| Грузія | 1 – 4 | Іспанія |
| ------ | ----- | ------- |
|        |       |         |

| Отвідаберг |

| 23 липня |

| Ірландія | 0 – 2 | Італія |
| -------- | ----- | ------ |
|          |       |        |

| Норрчепінг |

## Матч за 3-тє місце
| 25 липня 1999 |

| Греція | 0 – 1 | Ірландія |
| ------ | ----- | -------- |
|        |       |          |

| Лінчепінг |

## Фінал
| 26 липня 1999 |

| Португалія | 1 – 0 | Італія |
| ---------- | ----- | ------ |
| Пінто 33'  |       |        |

| Ідроттспарк, Норрчепінг |

| Чемпіон Європи 1999  |
| -------------------- |
| Португалія 3-й титул |